# Jordloppor
Jordloppor (Psylliodes) är ett skalbaggssläkte tillhörande familjen bladbaggar (Chrysomelidae).
De utmärks genom starka bakre extremiteter, med vilka de kan göra långa hopp. Hithörande skalbaggar är små, vanligen 2 till 4 millimeter. Till färgen är de oftast mörka, metallglänsande. Några av dessa arter som förekommer i Sverige har ett längsgående ljusgult streck på varje vingtäcke. Den fullbildade insekten skaver runda hål på växternas blad, larven minerar i bladen, det vill säga de gör gångar i bladköttet mellan övre och undre sidan. Förpuppningen sker i jorden. I Sverige finns omkring 90 arter, fördelade på flera undersläkten. Flera arter lever på de korsblommiga växternas bekostnad, och då de vissa år förekomma i stora mängder, anställer de ofta skada på kål och andra odlade växter.